# Молинара (виноград)
Молинара — красный итальянский сорт винограда.
По состоянию на 2010 год сорт занимал незначительную площадь  -  595 гектаров посевных площадей в Италии, почти исключительно в регионе Венето. Он придает кислотность винам регионов Вальполичелла и Бардолино, которые производятся из купажей сортов Корвина, Корвиноне, Молинара и Рондинелла. Высокая склонность вина из винограда Молинара к окислению в сочетании с его низкой цветностью привела к снижению популярности и площади посадок венецианских виноградников, сократившись за десять лет более чем наполовину с площади в 1300 гектар в 2000 году. Ведутся споры о том, является ли виноград чёрным или более светлым. Этот виноград иногда смешивают с Мерло для получения мягких элегантных розовых вин. Молинара также занимает 122 гектара посевных площадей в Испании.